# ATS–6
ATS–6 amerikai második generációs tudományos műhold.

## Küldetés
Kísérleti műhold, mikrogravitációs körülmények között tesztelte a beépített (kommunikációs, meteorológiai (színes képalkotó kamera), navigáció és a működést biztosító kiegészítő) eszközök üzemképességét.
A világ első oktatási műholdja, a világ első kísérleti Direct Broadcast Satellite részeként televíziós oktatást biztosító műhold, a NASA és Indiai Űrkutatási Szervezet (ISRO) együttműködésében. Fő cél volt, hogy az irányítható nagy antennáról a földi, 3 méter átmérőjű antennák jó televíziós közvetítést kapjanak.

## Jellemzői
Tervezte és üzemeltette a NASA, építette a Fairchild Space and Electronics Division.
Megnevezései: ATS–6 (Applications Technology Satellite); ATS–F (Applications Technology Satellite); COSPAR: 1974-039A. Kódszáma: 7318.
1974. május 30-án Floridából, a Kennedy Űrközpontból (KSC), a LC–40 (LC–Launch Complex) jelű indítóállványról egy Titan IIIC (3C–27) hordozórakétával állították közepes magasságú Föld körüli pályára. Az orbitális pályája 1412 perces, 13,1 fokos hajlásszögű, geostacionárius pálya perigeuma 35 184 kilométer, az apogeuma 35 444 kilométer volt.
Jelentős szerepet játszott a műholdakkal közvetített televíziós adások elterjesztésében a fejlődő országok, elsősorban India területére. A kor legerősebb távközlési műholdja. 23 különböző kísérletet végeztek vele. Az első háromtengelyes stabilizált űreszköz geostacionárius pályán.
Nyitott állapotban a teljes magassága 8,51, szélessége 16 méter. Elődeinél sokkal nagyobb tömegű, 1336 kilogramm. Háromtengelyesen stabilizált űreszköz. Az űreszközre kettő napelemet építettek (595 watt), éjszakai (földárnyék) energia ellátását nikkel-kadmium akkumulátorok biztosították. Pályakorrekciók végzésére kettő cézium üzemanyagú ion motorok álltak rendelkezésre. Földi körülmények között az 5 centiméteres ion motorok 0,15 kW mellett mintegy 4,5 mN tolóerőt biztosítottak 2500 másodperc időtartamban. Az egyik motor közel 1 órát, a másik 92 órát működött, majd a cézium sérülése miatt működésük megszűnt, nem tudtak segíteni a pályakorrekciókban.
Fő egységei:
1. egy 9,15 méter átmérőjű, irányítható tányér antenna, felette, alatta műszermodulok,
  1. digitális számítógép helyzetmeghatározás, vezérlés,
  2. nagy teljesítményű rádiófrekvenciás adók,
2. ellentétes oldalakra szerelt két napelemtábla (500 W),
3. a Föld vizuális (színes kamerák) megfigyelésének eszköze a szükséges (EVM) modullal,
4. vezérlő és stabilizáló rendszer,
  1. grafit kompozitból készült szerkezeti elemek,
  2. elsődleges hőmérséklet szabályozás,

1979. augusztus 2-án befejezte aktív szolgálatát.